# دور از او
دور از او (به انگلیسی: Away from Her) نام فیلم درامِ کانادایی است که در سال ۲۰۰۶ به کارگردانی سارا پلی ساخته شد. این فیلم موفق شد در دو رشتهٔ بهترین بازیگر نقش اول زن برای بازیِ جولی کریستی و بهترین فیلم‌نامهٔ اقتباسی نامزد جایزه اسکار شود. دور از او بر پایهٔ داستان کوتاهی است از آلیس مونرو با عنوان «خرس به کوهستان آمد».

## خلاصهٔ داستان
زنی به بیماری آلزایمر مبتلا شده و به آسایشگاه فرستاده شده است. او که همه چیز را در مورد همسرش فراموش کرده، به یکی از بیماران آسایشگاه دل می‌بندد.